# 수정초등학교 (경남)
수정초등학교는 대한민국 경상남도 진주시 평거동에 있는 공립 초등학교이다.

## 학교 연혁
- 1969년 10월 16일: 진주수정국민학교 설립인가
- 1970년 3월 2일: 16학급으로 개교
- 1982년 3월 15일: 병설유치원 개원
- 1970년 11월 12일: 신축교실 완공, 입교식 거행
- 2016년 3월 1일: 평거동 신축교사(28학급)로 이동

## 참고 자료
- 수정초등학교 - 한국교육학술정보원 학교알리미